# Nueva Zelanda en la Copa Mundial de Fútbol Sub-20 de 2011
La selección de Nueva Zelanda fue una de los 24 participantes en la Copa Mundial de Fútbol Sub-20 de 2011, torneo que se llevó a cabo entre el 29 y el 20 de agosto de 2011 en Colombia.
En el sorteo realizado el 27 de abril en Cartagena de Indias, los Kiwis quedaron emparejados en el Grupo B junto con Camerún, Uruguay y Portugal.
Luego de dos empates en 1, la selección neozelandesa cayó en su último partido de la fase de grupos ante los portugueses por 1-0 y quedó eliminado del torneo.

## Clasificación

### Primera fase
| Equipo          | Pts | PJ | PG | PE | PP | GF | GC | DIF |
| --------------- | --- | -- | -- | -- | -- | -- | -- | --- |
| Nueva Zelanda   | 6   | 2  | 2  | 0  | 0  | 13 | 0  | 13  |
| Islas Salomón   | 3   | 2  | 1  | 0  | 1  | 3  | 4  | -1  |
| Nueva Caledonia | 0   | 2  | 0  | 0  | 2  | 1  | 13 | -12 |

| 23 de abril de 2011, 15:30 | Islas Salomón | 0:3 (0:0) | Nueva Zelanda                            | Centre Park, Auckland                                              |                                                                    |
|                            |               | Reporte   | Lucas 52' · Rojas 62' (pen.) · Bevin 67' | Asistencia: 2.000 espectadores Árbitro(s): Averii Jacques (Tahití) | Asistencia: 2.000 espectadores Árbitro(s): Averii Jacques (Tahití) |

| 25 de abril de 2011, 15:30 | Nueva Zelanda                                                                         | 10:0 (8:0) | Nueva Caledonia | Centre Park, Auckland                                              |                                                                    |
|                            | Rojas 11' 16' · Lucas 13' · Musa 20' 21' 56' · Branch 30' 35' 37' · Thomas 66' (pen.) | Reporte    |                 | Asistencia: 1.600 espectadores Árbitro(s): Norbert Hauata (Tahití) | Asistencia: 1.600 espectadores Árbitro(s): Norbert Hauata (Tahití) |

### Segunda fase

#### Semifinales
|  | Nueva Zelanda                                                                  | 6:0 (3:0) | Fiyi | North Harbour Stadium, Auckland |  |
|  | Sole 12' · Galbraith 36' · Lucas 40' · Chettleburgh 61' · Bevin 79' · Cain 89' |           |      |                                 |  |

#### Final
|  | Islas Salomón | 1:3 (1:1) | Nueva Zelanda                           | Kiwitea Street, Auckland |  |
|  | Teleda 22'    |           | Chettleburgh 4' · Bevin 57' · Lucas 63' |                          |  |

## Jugadores
| #     | Nombre           | Posición         | Edad | Club                     |
| ----- | ---------------- | ---------------- | ---- | ------------------------ |
| 1     | Stefan Marinovic | Arquero          | 20   | SV Wehen                 |
| 2     | Andrew Bevin     | Mediocampista    | 19   | Napier City Rovers       |
| 3     | Nick Branch      | Defensor         | 20   | Central United           |
| 4     | Ryan Cain        | Mediocampista    | 18   | Western Suburbs          |
| 5     | Sean Lovemore    | Mediocampista    | 19   | Onehunga Sports          |
| 6     | Nikko Boxall     | Defensor         | 19   | Central United           |
| 7     | Cameron Lindsay  | Mediocampista    | 18   | Blackburn Rovers B       |
| 8     | Ethan Galbraith  | Delantero        | 19   | Lower Hutt City          |
| 9     | Tim Payne        | Delantero        | 17   | Waitakere United         |
| 10    | Anthony Hobbs    | Defensor         | 20   | Waitakere United         |
| 11    | Dakota Lucas     | Delantero        | 20   | Waitakere United         |
| 12    | Andrew Milne     | Delantero        | 19   | Auckland City            |
| 13    | Colin Murphy     | Mediocampista    | 20   | Onehunga Sports          |
| 14    | James Musa       | Defensor         | 19   | Waitakere City FC        |
| 15    | Marco Rojas      | Mediocampista    | 19   | Melbourne Victory        |
| 16    | Luke Rowe        | Defensor         | 18   | Birmingham City B        |
| 17    | Mikey Kramer     | Delantero        | 20   | Melville United          |
| 18    | Scott Basalaj    | Arquero          | 17   | Lower Hutt City          |
| 19    | Liam Higgins     | Defensor         | 17   | Lower Hutt City          |
| 20    | Adam Thomas      | Defensor         | 19   | Melville United          |
| 21    | Coey Turipa      | Arquero          | 19   | Brisbane Wolves          |
| D. T. | Chris Milicich   | Director técnico | -    | Bandera de Nueva Zelanda |

## Participación

### Fase de grupos
| Equipo        | Pts | PJ | PG | PE | PP | GF | GC | Dif |
| ------------- | --- | -- | -- | -- | -- | -- | -- | --- |
| Portugal      | 7   | 3  | 2  | 1  | 0  | 2  | 0  | 2   |
| Camerún       | 4   | 3  | 1  | 1  | 1  | 2  | 2  | 0   |
| Nueva Zelanda | 2   | 3  | 0  | 2  | 1  | 2  | 3  | -1  |
| Uruguay       | 2   | 3  | 0  | 2  | 1  | 1  | 2  | -1  |

| 30 de julio de 2011, 17:00 | Camerún    | 1:1 (1:1) | Nueva Zelanda     | Estadio Olímpico Pascual Guerrero, Cali                              |                                                                      |
|                            | Mbondi 33' | Reporte   | Tchaha 40' (a.g.) | Asistencia: 30.082 espectadores Árbitro(s): William Collum (Escocia) | Asistencia: 30.082 espectadores Árbitro(s): William Collum (Escocia) |

| 16    | POR   | Jean Efala       |     |
| 2     | DEF   | Eric Nyatchou    |     |
| 3     | DEF   | Ambroise Oyongo  |     |
| 4     | DEF   | Banana Yaya      |     |
| 5     | DEF   | Ghislain Mvom    |     |
| 9     | DEL   | Franck Ohandza   |     |
| 10    | MED   | Clarence Bitang  | 68' |
| 12    | MED   | Franck Kom       |     |
| 13    | DEF   | Serge Tchaha     |     |
| 14    | MED   | Yazid Atouba     |     |
| 19    | MED   | Christ Mbondi    |     |
| D. T. | D. T. | Martin Ndtoungou |     |

| 1     | POR   | Stefan Marinovic |     |
| 2     | DEL   | Andrew Bevin     |     |
| 3     | DEF   | Nick Branch      |     |
| 4     | MED   | Ryan Cain        | 66' |
| 10    | MED   | Anthony Hobbs    |     |
| 11    | DEL   | Dakota Lucas     | 92' |
| 12    | DEF   | Andrew Milne     | 48' |
| 13    | MED   | Colin Murphy     |     |
| 14    | DEF   | James Musa       |     |
| 16    | DEF   | Luke Rowe        |     |
| 18    | MED   | Adam Thomas      |     |
| D. T. | D. T. | Chris Milicich   |     |

| 8 | MED | Emmanuel Mbongo | 68' |

| 5 | MED | Sean Lovemore   | 66' |
| 8 | DEL | Ethan Galbraith | 92' |
| 9 | DEF | Tim Payne       | 48' |

| Anotado | 33' | Christ Mbondi |

| Anotado | 40' | Serge Tchaha |

| Amonestado | 77' | Christ Mbondi |

| Amonestado | 31' | Stefan Marinovic |

| Árbitro             | William Collum   |
| Árbitros asistentes | Graham Chambers  |
| Árbitros asistentes | Martin Cryans    |
| Cuarto árbitro      | Marlon Escalante |

| 16    | POR   | Jean Efala       |     |
| 2     | DEF   | Eric Nyatchou    |     |
| 3     | DEF   | Ambroise Oyongo  |     |
| 4     | DEF   | Banana Yaya      |     |
| 5     | DEF   | Ghislain Mvom    |     |
| 9     | DEL   | Franck Ohandza   |     |
| 10    | MED   | Clarence Bitang  | 68' |
| 12    | MED   | Franck Kom       |     |
| 13    | DEF   | Serge Tchaha     |     |
| 14    | MED   | Yazid Atouba     |     |
| 19    | MED   | Christ Mbondi    |     |
| D. T. | D. T. | Martin Ndtoungou |     |

| 1     | POR   | Stefan Marinovic |     |
| 2     | DEL   | Andrew Bevin     |     |
| 3     | DEF   | Nick Branch      |     |
| 4     | MED   | Ryan Cain        | 66' |
| 10    | MED   | Anthony Hobbs    |     |
| 11    | DEL   | Dakota Lucas     | 92' |
| 12    | DEF   | Andrew Milne     | 48' |
| 13    | MED   | Colin Murphy     |     |
| 14    | DEF   | James Musa       |     |
| 16    | DEF   | Luke Rowe        |     |
| 18    | MED   | Adam Thomas      |     |
| D. T. | D. T. | Chris Milicich   |     |

| 8 | MED | Emmanuel Mbongo | 68' |

| 5 | MED | Sean Lovemore   | 66' |
| 8 | DEL | Ethan Galbraith | 92' |
| 9 | DEF | Tim Payne       | 48' |

| Anotado | 33' | Christ Mbondi |

| Anotado | 40' | Serge Tchaha |

| Amonestado | 77' | Christ Mbondi |

| Amonestado | 31' | Stefan Marinovic |

| Árbitro             | William Collum   |
| Árbitros asistentes | Graham Chambers  |
| Árbitros asistentes | Martin Cryans    |
| Cuarto árbitro      | Marlon Escalante |

| Estadísticas       | Bandera de Camerún | Bandera de Nueva Zelanda |
| Tiros              | 23                 | 7                        |
| Tiros a puerta     | 7                  | 1                        |
| Faltas             | 19                 | 12                       |
| Saques de esquina  | 6                  | 1                        |
| Penales            | 1                  | 0                        |
| Fueras de juego    | 2                  | 1                        |
| Posesión del Balón | 61%                | 39%                      |

| 2 de agosto de 2011, 17:00 | Uruguay  | 1:1 (0:0) | Nueva Zelanda | Estadio Olímpico Pascual Guerrero, Cali                            |                                                                    |
|                            | Luna 74' | Reporte   | Bevin 57'     | Asistencia: 28.889 espectadores Árbitro(s): Cüneyt Çakır (Turquía) | Asistencia: 28.889 espectadores Árbitro(s): Cüneyt Çakır (Turquía) |

| 1     | POR   | Salvador Ichazo         |     |
| 3     | DEF   | Diego Polenta           |     |
| 4     | DEF   | Guillermo De Los Santos |     |
| 5     | MED   | Ángel Cayetano          |     |
| 6     | DEF   | Leandro Cabrera         |     |
| 7     | DEL   | Adrián Luna             |     |
| 8     | MED   | Matías Vecino           |     |
| 10    | MED   | Pablo Cepellini         |     |
| 11    | DEL   | David Texeira           | 86' |
| 13    | DEF   | Maximiliano Olivera     | 66' |
| 18    | MED   | Camilo Mayada           |     |
| D. T. | D. T. | Juan Verzeri            |     |

| 1     | POR   | Stefan Marinovic |     |
| 2     | DEL   | Andrew Bevin     |     |
| 3     | DEF   | Nick Branch      |     |
| 4     | DEF   | Ryan Cain        | 84' |
| 10    | MED   | Anthony Hobbs    |     |
| 11    | DEL   | Dakota Lucas     | 73' |
| 13    | MED   | Colin Murphy     |     |
| 14    | DEF   | James Musa       |     |
| 15    | MED   | Marco Rojas      | 75' |
| 16    | DEF   | Luke Rowe        |     |
| 18    | MED   | Adam Thomas      |     |
| D. T. | D. T. | Chris Milicich   |     |

| 19 | DEL | Diego Rolán   | 86' |
| 20 | DEL | Ignacio Lores | 66' |

| 5  | MED | Sean Lovemore   | 73' |
| 7  | MED | Cameron Lindsay | 75' |
| 12 | MED | Andrew Milne    | 84' |

| Anotado | 74' | Adrián Luna |

| Anotado | 57' | Andrew Bevin |

| Amonestado | 55' | Maximiliano Olivera |

| Amonestado | 34'   | Dakota Lucas |
| Amonestado | 83'   | James Musa   |
| Amonestado | 90'+1 | Nick Branch  |
| Amonestado | 90'+2 | Andrew Milne |

| Árbitro             | Cuneyt Cakir      |
| Árbitros asistentes | Bahattin Duran    |
| Árbitros asistentes | Tarik Ongun       |
| Cuarto árbitro      | Hernando Buitrago |

| 1     | POR   | Salvador Ichazo         |     |
| 3     | DEF   | Diego Polenta           |     |
| 4     | DEF   | Guillermo De Los Santos |     |
| 5     | MED   | Ángel Cayetano          |     |
| 6     | DEF   | Leandro Cabrera         |     |
| 7     | DEL   | Adrián Luna             |     |
| 8     | MED   | Matías Vecino           |     |
| 10    | MED   | Pablo Cepellini         |     |
| 11    | DEL   | David Texeira           | 86' |
| 13    | DEF   | Maximiliano Olivera     | 66' |
| 18    | MED   | Camilo Mayada           |     |
| D. T. | D. T. | Juan Verzeri            |     |

| 1     | POR   | Stefan Marinovic |     |
| 2     | DEL   | Andrew Bevin     |     |
| 3     | DEF   | Nick Branch      |     |
| 4     | DEF   | Ryan Cain        | 84' |
| 10    | MED   | Anthony Hobbs    |     |
| 11    | DEL   | Dakota Lucas     | 73' |
| 13    | MED   | Colin Murphy     |     |
| 14    | DEF   | James Musa       |     |
| 15    | MED   | Marco Rojas      | 75' |
| 16    | DEF   | Luke Rowe        |     |
| 18    | MED   | Adam Thomas      |     |
| D. T. | D. T. | Chris Milicich   |     |

| 19 | DEL | Diego Rolán   | 86' |
| 20 | DEL | Ignacio Lores | 66' |

| 5  | MED | Sean Lovemore   | 73' |
| 7  | MED | Cameron Lindsay | 75' |
| 12 | MED | Andrew Milne    | 84' |

| Anotado | 74' | Adrián Luna |

| Anotado | 57' | Andrew Bevin |

| Amonestado | 55' | Maximiliano Olivera |

| Amonestado | 34'   | Dakota Lucas |
| Amonestado | 83'   | James Musa   |
| Amonestado | 90'+1 | Nick Branch  |
| Amonestado | 90'+2 | Andrew Milne |

| Árbitro             | Cuneyt Cakir      |
| Árbitros asistentes | Bahattin Duran    |
| Árbitros asistentes | Tarik Ongun       |
| Cuarto árbitro      | Hernando Buitrago |

| Estadísticas       | Bandera de Uruguay | Bandera de Nueva Zelanda |
| Tiros              | 25                 | 8                        |
| Tiros a puerta     | 12                 | 6                        |
| Faltas             | 15                 | 25                       |
| Saques de esquina  | 14                 | 3                        |
| Penales            | 0                  | 0                        |
| Fueras de juego    | 1                  | 1                        |
| Posesión del Balón | 58%                | 42%                      |

| 5 de agosto de 2011, 17:00 | Portugal | 1:0 (1:0) | Nueva Zelanda | Estadio Olímpico Pascual Guerrero, Cali                                  |                                                                          |
|                            | Rui 31'  | Reporte   |               | Asistencia: 31.328 espectadores Árbitro(s): Kim Dong-Jin (Corea del Sur) | Asistencia: 31.328 espectadores Árbitro(s): Kim Dong-Jin (Corea del Sur) |

| 1     | POR   | Mika            |        |
| 2     | MED   | Pelé            |        |
| 4     | DEF   | Nuno Reis       |        |
| 5     | DEF   | Roderick        | 46 ET' |
| 6     | MED   | Julio Alves     |        |
| 7     | DEL   | Nélson Oliveira |        |
| 8     | DEF   | Cedric          |        |
| 11    | DEL   | Caetano         | 83'    |
| 14    | DEL   | Alex            |        |
| 15    | MED   | Danilo          | 72'    |
| 20    | DEF   | Mário Rui       |        |
| D. T. | D. T. | Ilidio Vale     |        |

| 1     | POR   | Stefan Marinovic |     |
| 2     | DEL   | Andrew Bevin     |     |
| 3     | DEF   | Nick Branch      |     |
| 7     | MED   | Cameron Lindsay  | 56' |
| 10    | MED   | Anthony Hobbs    |     |
| 11    | DEL   | Dakota Lucas     |     |
| 13    | MED   | Colin Murphy     |     |
| 14    | DEF   | James Musa       |     |
| 15    | MED   | Marco Rojas      | 77' |
| 16    | DEF   | Luke Rowe        |     |
| 18    | MED   | Adam Thomas      |     |
| D. T. | D. T. | Chris Milicich   |     |

| 3  | DEF | Tiago Ferreira  | 46 ET' |
| 17 | MED | Sergio Oliveira | 72'    |
| 18 | MED | Ricardo Dias    | 83'    |

| 4 | MED | Ryan Cain       | 77' |
| 8 | DEL | Ethan Galbraith | 56' |

| Anotado | 31' | Mário Rui |

| Amonestado | 28' | Mário Rui |

| Amonestado | 70' | Ethan Galbraith |

| Árbitro             | Kim Dong Jin          |
| Árbitros asistentes | Lee Jungmin           |
| Árbitros asistentes | Yang Byoung Eun       |
| Cuarto árbitro      | Robert Schoergenhofer |

| 1     | POR   | Mika            |        |
| 2     | MED   | Pelé            |        |
| 4     | DEF   | Nuno Reis       |        |
| 5     | DEF   | Roderick        | 46 ET' |
| 6     | MED   | Julio Alves     |        |
| 7     | DEL   | Nélson Oliveira |        |
| 8     | DEF   | Cedric          |        |
| 11    | DEL   | Caetano         | 83'    |
| 14    | DEL   | Alex            |        |
| 15    | MED   | Danilo          | 72'    |
| 20    | DEF   | Mário Rui       |        |
| D. T. | D. T. | Ilidio Vale     |        |

| 1     | POR   | Stefan Marinovic |     |
| 2     | DEL   | Andrew Bevin     |     |
| 3     | DEF   | Nick Branch      |     |
| 7     | MED   | Cameron Lindsay  | 56' |
| 10    | MED   | Anthony Hobbs    |     |
| 11    | DEL   | Dakota Lucas     |     |
| 13    | MED   | Colin Murphy     |     |
| 14    | DEF   | James Musa       |     |
| 15    | MED   | Marco Rojas      | 77' |
| 16    | DEF   | Luke Rowe        |     |
| 18    | MED   | Adam Thomas      |     |
| D. T. | D. T. | Chris Milicich   |     |

| 3  | DEF | Tiago Ferreira  | 46 ET' |
| 17 | MED | Sergio Oliveira | 72'    |
| 18 | MED | Ricardo Dias    | 83'    |

| 4 | MED | Ryan Cain       | 77' |
| 8 | DEL | Ethan Galbraith | 56' |

| Anotado | 31' | Mário Rui |

| Amonestado | 28' | Mário Rui |

| Amonestado | 70' | Ethan Galbraith |

| Árbitro             | Kim Dong Jin          |
| Árbitros asistentes | Lee Jungmin           |
| Árbitros asistentes | Yang Byoung Eun       |
| Cuarto árbitro      | Robert Schoergenhofer |

| Estadísticas       | Bandera de Portugal | Bandera de Nueva Zelanda |
| Tiros              | 12                  | 7                        |
| Tiros a puerta     | 4                   | 4                        |
| Faltas             | 11                  | 17                       |
| Saques de esquina  | 2                   | 2                        |
| Penales            | 0                   | 0                        |
| Fueras de juego    | 1                   | 1                        |
| Posesión del Balón | 62%                 | 38%                      |